# Amt Bad Bramstedt-Land
La comunità amministrativa di Bad Bramstedt-Land (Amt Bad Bramstedt-Land) si trova nel circondario di Segeberg nello Schleswig-Holstein, in Germania.

## Suddivisione
Comprende 14 comuni:
1. Armstedt (377)
2. Bimöhlen (1 020)
3. Borstel (132)
4. Föhrden-Barl (295)
5. Fuhlendorf (409)
6. Großenaspe (2 989)
7. Hagen (491)
8. Hardebek (487)
9. Hasenkrug (364)
10. Heidmoor (299)
11. Hitzhusen (1 247)
12. Mönkloh (244)
13. Weddelbrook (1 046)
14. Wiemersdorf (1 685)

Il capoluogo è Bad Bramstedt, esterna al territorio della comunità amministrativa.
(Tra parentesi i dati della popolazione al 31 dicembre 2021)